# Tatjana Tönsmeyer
Tatjana Tönsmeyer es una historiadora alemana que estudia las relaciones entre Alemania y Eslovaquia y la historia de Europa Central.  Actualmente es profesora en la Universidad de Wuppertal.  Su primer libro, Das Dritte Reich und die Slowakai, se basó en su tesis doctoral, mientras que Adelige Moderne se basa en su habilitación.  Das Dritte Reich und die Slowakei, que se centró en particular en los "asesores" que Alemania envió a Eslovaquia, recibió críticas positivas o mixtas;  algunos críticos pensaron que ella ignoró la reciente beca eslovaca a favor de la beca alemana con fecha.

## Trabajos
Tönsmeyer, Tatjana (2002).  El Tercer Reich y Eslovaquia 1939-1945: la vida política cotidiana entre la cooperación y la obstinación (en alemán).  Schöningh.  ISBN 978-3-506-77532-0.
Tönsmeyer, Tatjana (2012).  Noble modernismo: gran sociedad inmobiliaria y rural en Inglaterra y Bohemia 1848-1918 (en alemán).  Editorial Böhlau.  ISBN 978-3-412-20937-7.
- Datos: Q2395697